# Liolaemus sarmientoi
Liolaemus sarmientoi é uma espécie de lagarto da família Liolaemidae. É considerado um exemplo da família de tamanho médio, com um comprimento médio da boca à ponta da cauda de 76 a 77 mm, com os machos sendo geralmente maiores que as fêmeas.